# بيبرشتاين كازيمرسكي
بيبرشتاين كازيمرسكي (1194 - 1282 ه‍ / 1780 - 1865 م) هو مستشرق بولوني. أخذ العربية عن دي ساسي.
له معجم، «كتاب اللغتين العربية والفرنساوية».